# Festival Internacional de Cine de San Sebastián 1984
La 32.ª edición del Festival Internacional de Cine de San Sebastián se celebró entre el 14 y el 23 de septiembre de 1984. El Festival de San Sebastián había perdido la máxima categoría A (festival competitivo no especializado) de la FIAPF cuatro ediciones antes, de manera que en esta edición no se pudieron otorgar premios oficiales. De hecho, la retirada de la oficialidad sumió al Festival en una grave crisis de la cual no se recuperaría hasta 1986, cuando le volvió a ser restituida la categoría A. Se concedieron premios pero estos fueron extraoficiales.

## Desarrollo
El festival se inauguró el 14 de septiembre con la presencia del lehendakari Carlos Garaikoetxea y el director del festival Carlos Gortari. Se proyectaron Il futuro è donna de Marco Ferreri, que también va asistió a la gala, y Stop Making Sense de Jonathan Demme. Se dedió la retrospectiva al actor Richard Burton, y a la sección de Nuevos Realizadores se confirmó que no participaría la cinta argentina Darse cuenta de Alejandro Doria ni la española Río abajo de José Luis Borau, pero sí las españolas El filandón de José María Martín Sarmiento, A Midsummer Night's Dream de Celestino Coronado (interpretada por Lindsay Kemp) y Tú solo de Teo Escamilla.
El día 15 se proyectaron El amor de Swann y Frevel en la sección oficial, A Midsummer Night's Dream de Celestino Coronado y Vidas errantes del mexicano Juan Antonio de la Riva en la de Nuevos Realizadores, Love Streams de John Cassavetes en la sección informativa y Becket en la retrospectiva. El día 16 se exhibieron La ley de la calle y Cangrejo II en la sección oficial, Madame P... de Eve Bonfanti y El filandón de José María Martín Sarmiento en la de Nuevos Realizadores, Los zancos de Carlos Saura en la informativa y The Rains of Ranchipur de Jean Negulesco en la retrospectiva, donde también se ofrecieron vídeos de Julien Temple.
El día 17 se proyectaron Un ruso en Nueva York y Fanny Pelopaja en la sección oficial y Erreporteroak de Iñaki Aizpuru Zubitur y Du verbe aimer de Mary Jimenez. El día 18 se mostraron El retorno de la órbita y Fandy ó Fandy, y visitaron el festival Paul Mazursky, Robin Williams y María Conchita Alonso. El día 19 se proyectaron Tasio y Crónica dos Bons Malandros en la sección oficial, Tú solo a la de Nuevos Realizadores y Todo va mal de Emilio Martínez Lázaro y Los motivos de Berta de José Luis Guerín en la informativa. El día 20 La noche más hermosa y The Grey Fox en la sección oficial, En retirada de Juan Carlos Desanzo, To tylko rock de Paweł Karpiński y Bastille de Rudolf van der Berg en la de Nuevos Realizadores, y El señor Galíndez de Rodolfo Kuhn y Todo es ausencia de Luis Megino Grande en la informativa.
El día 21 se exhibieron la cinta la francesa Côté coeur, côté jardin y la austríaca Dicht hinter der Tür en la sección oficial, Jusqu'à la nuit de Didier Martiny, Campo Europa de Pierre Maillard y Reaching Out de Patricia Russell en la de Nuevos Realizadores, y Threads de Mick Jackson en la informativa. El día 22 se proyectaron Cuarteles de invierno y Antistrofi metrisi de la sección oficial, Deutschlandlied de Ernst Witzel, L'Arbre sous la mer de Philippe Muyl y Loose Connections de Richard Eyre de la de Nuevos Realizadores, y Todo es ausencia de Rodolfp Kuhn en la de "Panorama". El día 24 se proyectaron Paris, Texas y visitaron el festival Harry Dean Stanton y Zsa Zsa Gabor, y se concedieron los premios.

## Jurados
Jurado Nuevos Realizadores
- Jacques Bral
- Freddy Buache
- Tomás Gutiérrez Alea
- Emilio Martínez Lázaro
- Eiko Matsuda
- Fernando Savater

## Películas

### Sección Oficial
Las 19 películas siguientes fueron presentadas en la sección oficial:
| Título en España           | Título original            | Director(es)            | País           |
| -------------------------- | -------------------------- | ----------------------- | -------------- |
| Cangrejo II                | Cangrejo II                | Román Chalbaud          | Venezuela      |
| Côté coeur, côté jardin    | Côté coeur, côté jardin    | Bertrand van Effenterre | Francia        |
| Crónica dos Bons Malandros | Crónica dos Bons Malandros | Fernando Lopes          | Portugal       |
| Cuarteles de invierno      | Cuarteles de invierno      | Lautaro Murúa           | Argentina      |
| Czas dojrzewania           | Czas dojrzewania           | Mieczysław Waśkowski    | Polonia        |
| Dicht hinter der Tür       | Dicht hinter der Tür       | Mansur Madavi           | Austria        |
| El amor de Swann           | Eine Liebe von Swann       | Volker Schlöndorff      | RFA            |
| Fandy ó Fandy              | Fandy ó Fandy              | Karel Kachyňa           | Checoslovaquia |
| Fanny Pelopaja             | Fanny Pelopaja             | Vicente Aranda          | España         |
| Frevel                     | Frevel                     | Peter Fleischmann       | RFA            |
| El futuro es mujer         | Il futuro è donna          | Marco Ferreri           | Italia         |
| La noche más hermosa       | La noche más hermosa       | Manuel Gutiérrez Aragón | España         |
| Un ruso en Nueva York      | Moscow on the Hudson       | Paul Mazursky           | EE. UU.        |
| París, Texas               | París, Texas               | Wim Wenders             | RFA            |
| La ley de la calle         | Rumble Fish                | Francis Ford Coppola    | EE. UU.        |
| Tasio                      | Tasio                      | Montxo Armendáriz       | España         |
| El zorro gris              | The Grey Fox               | Phillip Borsos          | Canadá         |
| El retorno de la órbita    | Vozvrastxenie s orbiti     | Aleksandr Surin         | URSS           |
| Antistrofi metrisi         | Antistrofi metrisi         | Panos Papakyriakopoulos | Grecia         |

### Informativa
Las películas siguientes fueron seleccionadas para ser exhibidas fuera de competición: 
| Título en España            | Título original             | Director(es)                               | País           |
| --------------------------- | --------------------------- | ------------------------------------------ | -------------- |
| El mil usos                 | El mil usos                 | Roberto G. Rivera Mariachi                 | México         |
| Kaos                        | Kaos                        | Hermanos Taviani                           | Italia         |
| Hunderennen                 | Hunderennen                 | Bernard Safarik                            | Suiza          |
| Las noches de la luna llena | Les Nuits de la pleine lune | Éric Rohmer                                | Francia        |
| Khandhar                    | Khandhar                    | Mrinal Sen                                 | India          |
| Love Streams                | Love Streams                | John Cassavetes                            | EE. UU.        |
| Memórias do Cárcere         | Memórias do Cárcere         | Nelson Pereira dos Santos                  | Brasil         |
| Schùzka se stíny            | Schùzka se stíny            | Jirí Svoboda                               | Checoslovaquia |
| Tiznao                      | Tiznao                      | Salvador Bonet, Dominique Cassuto de Bonet | Dinamarca      |

### Nuevos Realizadores[22]
| Título original                 | Director(es)                | País           |
| ------------------------------- | --------------------------- | -------------- |
| Animation                       | Jerzy Seipp                 | Checoslovaquia |
| Bastille                        | Rudolf van den Berg         | Países Bajos   |
| Campo Europa                    | Pierre Maillard             | España         |
| Deutschlandlied                 | Ernst Witzel                | RFA            |
| Du verbe aimer                  | Mary Jimenez                | Canadá         |
| El filandón                     | José María Martín Sarmiento | España         |
| El sueño de una noche de verano | Celestino Coronado          | España         |
| Jusqu'à la nuit                 | Didier Martiny              | Francia        |
| Kletka dlya kanareek            | Pável Chujrái               | Suecia         |
| L'arbre sous la mer             | Philippe Muyl               | Francia        |
| Loose Connections               | Richard Eyre                | Reino Unido    |
| Madame P...                     | Ève Bonfanti                | Francia        |
| Notre mariage                   | Valeria Sarmiento           | Francia        |
| Pianoforte                      | Francesca Comencini         | Italia         |
| Reaching Out                    | Pat Russell                 | EE. UU.        |
| Los reporteros                  | Iñaki Aizpuru               | España         |
| Stop Making Sense               | Jonathan Demme              | EE. UU.        |
| To tylko rock                   | Pawel Karpinski             | Polonia        |
| Tú solo                         | Teodoro Escamilla           | España         |
| Vidas errantes                  | Juan Antonio de la Riva     | México         |

## Palmarés
Ganadores de la Sección Oficial del 33.º Festival Internacional de Cine de San Sebastián de 1984:
- Premio de la Crítica Internacional: La ley de la calle de Francis Ford Coppola
- Gran Premio Donostia para Nuevos Realizadores: Notre mariage de Valeria Sarmiento
- Mención Especial al Mejor Director Novel para Teo Escamilla por Tú solo
- Premio del Ateneo Guipuzcoano en Tasio de Montxo Armendáriz
- Premio RTVE a Vidas errantes de Juan Antonio de la Riva
- Mención especial a Los motivos de Berta de José Luis Guerín
- Premio FIPRESCI (oficial) a Dicht hinter der Tür de Mansur Madavi
- Premio FIPRESCI (Nuevos Realizadores) a Vidas errantes de Juan Antonio de la Riva